# Bojni ahat iz Pilosa
Bojni ahat iz Pilosa je minojski pečatnik iz mikenske dobe, ki je bil verjetno izdelan na poznominojski Kreti. Upodablja tri vojščake, dva, ki se spopadata, tretji pa leži na tleh. Odkrili so ga v grobnici Grifinovega bojevnika blizu Nestorjeve palače v Pilosu in je datiran približno v leto 1450 pr. n. št.
Pečat je znan po svoji izjemno fini in dodelani gravuri in velja za »edino najboljše delo kamnoseške umetnosti, ki je bilo kdaj najdeno iz egejske bronaste dobe«. Kakovost dela predvideva kasnejši razvoj vse do klasične dobe tisočletja pozneje.

## Ozadje
Bojni ahat iz Pilosa je odkrila arheološka ekipa Univerze v Cincinnatiju pod vodstvom Sharon Stocker in Jacka Davisa v grobnici Grifinovega bojevnika blizu današnjega Pilosa. Sestavljen je iz pečatnika mandeljne oblike iz trakastega ahata z zlatimi kapicami, ki meri 3,6 cm v dolžino in je bil najden skupaj s štirimi zlatimi pečatnimi prstani.
Čeprav je bilo najdišče odkrito leta 2015, ahata, ki je bil takrat prekrit z oblogami iz kalcijevega karbonata, niso razkrili do leta 2017, saj so bile najprej objavljene druge najdbe z najdišča. Nato je bil ahat eno leto podvržen konzerviranju in proučevanju. Pred konzerviranjem so verjeli, da je kamen kroglica zaradi majhnega obsega. Zaradi dolgotrajnega soglasja, da so mikenske civilizacije uvažale ali kradle bogastvo z minojske Krete, se domneva, da je bil pečat ustvarjen na Kreti. Dejstvo, da je bil kamen najden v mikenski grobnici v celinski Grčiji, kaže na kulturno izmenjavo med minojsko in mikensko civilizacijo.

## Opis
Pečat prikazuje bojevnika, ki, potem ko je že premagal enega nasprotnika, ki leži pred njegovimi nogami, zabada svoj meč v razkrit vrat drugega sovražnika, ki drži ščit v obliki osmice, hkrati pa grabi za moškega s čelado. Prizor je osupljivo podoben tistemu, ki je upodobljen na zlatem blazinastem pečatu iz groba III v grobnem krogu A v Mikenah (in je podoben drugim pečatom iz pozne bronaste dobe, kot je zlati pečat Bitka pri Glenu iz groba IV v Mikenah). Domneva se, da so bili vsi ti predmeti oblikovani po dobro znanem prototipu, morda stenski poslikavi, kot je bilo že predlagano za druga zgodnjemikenska dela kamnoseške umetnosti; s tem se deloma strinjajo tudi odkritelji, ki sicer vidijo namerno vzporednico med zmagovalnim junakom v pečatniku in osebo, ki je bila z njim pokopana, tudi glede na ujemanje njegovih rok in okraskov (npr. ogrlica in pečatnik) ter predmetov, ki so jih našli blizu trupla v grobu.

## Vpliv
Leta 2016 je grško ministrstvo za kulturo to izkopavanje označilo za najpomembnejše odkritje v celinski Grčiji v zadnjih 65 letih. Majhen obseg zapletenih podrobnosti je sprožil vprašanja v zvezi z zmožnostjo starogrških civilizacij, da ustvarijo tak predmet; nekateri arheologi verjamejo, da bi tako drobne podrobnosti lahko ustvarili le s pomočjo povečevalnega stekla; v pregledu leč v starodavnem svetu Sines in Yannis ugotavljata, da je bilo v in okoli palače Knosos na Kreti izkopanih vsaj 23 leč iz kamnitega kristala, ki datirajo okoli leta 1400 pr. n. št. En dobro ohranjen primerek s premerom 14 mm je imel 11-kratno povečavo.
Njegov soodkritelj Davis je del označil za »nerazumljivo majhen« in pripomnil, da umetniških del s toliko podrobnostmi ne bomo videli »še tisoč let«. Dodal je tudi: »Zdi se, da so Minojci izdelovali umetnost, za katero si nihče ni predstavljal, da so jo sposobna ustvariti. To je spektakularna najdba.« Raziskovalci trdijo, da to odkritje izpodbija prej uveljavljena soglasja glede umetniškega razvoja minojske civilizacije. Raziskovalci ahata navajajo, da je zaradi tega odkritja potrebna ponovna ocena časovne premice, na kateri je nastala grška umetnost. Čeprav je ahat datiran v egejsko bronasto dobo, Davis ugotavlja, da je bolj podoben umetnosti klasičnega obdobja, ki se je razvila tisočletje pozneje, zaradi širine anatomskega znanja, ki je utelešeno v gravurah na kamnu.